# Betty Okino
Betty Okino (4 de junho de 1975) é uma ex-ginasta ugandesa, naturalizada norte-americana, que competiu em provas de ginástica artística pelo Estados Unidos.
Betty fez parte da equipe norte-americana que disputou os Jogos Olímpicos de Barcelona, em 1992, na Espanha. Dentre seus maiores arquivamentos estão três medalhas em Mundiais e dois movimentos nomeados na Tabela de Elementos da Federação Internacional de Ginástica.

## Carreira
Nascida no Uganda, Betty é filha de pai africano e mãe romena. Aos nove anos, mudou-se para os Estados Unidos, quando inspirada na ginasta norte-americana Mary Lou Retton, começou a prática da modalidade artística. Anteriormente, havia sido dançarina ao lado de seu irmão, vencendo alguns concursos. Aos treze anos, passou a fazer parte da equipe de elite norte-americana e disputou seu primeiro evento nacional. No ano posterior, disputou o Intl. Junior Invitational, no qual foi medalhista de prata no concurso geral. Mudando-se para Houston, para treinar com Béla Karolyi, só ingressou na equipe principal do clube semanas depois.
Em 1990, disputando a categoria sênior, foi medalhista de ouro na trave e prata no geral individual, no Campeonato Nacional Americano. No compromisso seguinte, participou do desafio Estados Unidos vs União Soviética. Nele, foi prata na prova coletiva e oitava colocada no evento geral. No ano seguinte, disputou a Copa América e  conquistando a medalha de ouro no all around. Após o evento, sofreu lesões em seu cotovelo e joelho, o que a obrigou a permanecer afastada do esporte durante alguns meses. Recuperada, competiu no Mundial de Indianápolis, em 1991. Na ocasião, conquistou a medalha de prata na prova coletiva, superada pela equipe soviética; nos aparelhos, foi à final da trave, na qual tornou-se medalhista de bronze, em disputa vencida pela soviética Svetlana Boginskaya. Em 1992, Betty sofreu mais uma lesão, desta vez nas costas, o que a obrigou, novamente, a afastar-se do desporto. Semanas depois, contrariando as ordens médicas, voltou aos treinos. Disputando o Mundial de Paris, foi medalhista de prata nas barras assimétricas, ao somar 9,900 pontos; a romena Lavinia Milosovici, conquistou a medalha de ouro. Em julho, em sua primeira aparição olímpica, nos Jogos de Barcelona, Okino, ao lado de Shannon Miller, Dominique Dawes, Wendy Bruce, Kerri Strug e Kim Zmeskal, conquistou a medalha de bronze na prova coletiva, superada pelas equipes romena e unificada, prata e ouro, respectivamente. Na final do concurso geral, foi 12ª colocada e na trave de equilíbrio, terminou na sexta colocação, em prova vencida pela ucraniana Tatiana Lysenko. No ano posterior, participou do Subaru World Open, sendo medalhista de prata no evento geral.
Após a realização do evento, Betty anunciou oficialmente sua aposentadoria do desporto, passando a dedicar-se a carreira de atriz. Mudando-se para a Califórnia, atuou em programas para a televisão, como a série PUSH. Em 1999, apareceu ao lado de Celine Dion no '99 Billboard Awards e participou de programas como The Oprah Winfrey Show e Good Morning America. Após, fora inserida no USA Gymnastics Hall of Fame.

## Principais resultados
| Ano  | Evento                                    | AA               | Equipe            | Salto sobre o cavalo | Trave             | Barras assimétricas | Solo |
| ---- | ----------------------------------------- | ---------------- | ----------------- | -------------------- | ----------------- | ------------------- | ---- |
| 1988 | Jr. US Championships                      | 17º              |                   |                      |                   |                     |      |
| 1989 | Intl. Junior Invitational                 | Medalha de prata |                   |                      |                   |                     |      |
| 1990 | Campeonato Nacional Americano             | Medalha de prata |                   |                      | Medalha de ouro   |                     |      |
| 1990 | Estados Unidos vs União Soviética         | 8º               | Medalha de prata  |                      |                   |                     |      |
| 1991 | Copa América                              | Medalha de ouro  |                   |                      |                   |                     |      |
| 1991 | Campeonato Mundial de Ginástica Artística | 4º               | Medalha de prata  |                      | Medalha de bronze |                     |      |
| 1992 | Campeonato Mundial de Ginástica Artística |                  |                   |                      | 8º                | Medalha de prata    |      |
| 1992 | Jogos Olímpicos                           | 12º              | Medalha de bronze |                      | 6º                |                     |      |
| 1993 | Subaru World Open                         | Medalha de prata |                   |                      |                   |                     |      |